# آهن
آهن با نماد شیمیایی Fe (به لاتین: Ferrum)، نام یک عنصر شیمیایی با عدد اتمی ۲۶ و چگالی ۷۸۷۴ کیلوگرم بر مترمکعب است. آهن یک فلز است که در نخستین دورهٔ فلزهای واسطه جای دارد. آهن از دیدگاه جرم، بزرگ‌ترین عنصر سازندهٔ کرهٔ زمین است. آهن اصلی‌ترین عنصر سازندهٔ هستهٔ بیرونی و درونی زمین و چهارمین عنصر متداول در پوسته‌است. فراوانی آهن در سیاره‌های زمین‌سان و دیگر کره‌های سنگی مانند ماه، به خاطر پدیدهٔ همجوشی هسته‌ای در ستاره‌ها است به این معنی که در فرایند همجوشی، آهن آخرین عنصری‌است که با آزادسازی انرژی، پیش از فروپاشی انفجاری آن ستاره به صورت یک نو اختر یا ابرنواختر، و پراکندن آهن در فضا، ایجاد می‌شود.
در حدود ۱٬۴۰۰ پیش از میلاد، از ساخته‌های آهنی در قلمرو هیتی‌ها در ارمنستان کنونی استفاده می‌شد که این به عنوان نخستین شواهد مصرف این عنصر است.
مانند دیگر عناصر گروه ۸؛ روتنیم و اوسمیوم، آهن نیز در طیف گسترده‌ای از حالت‌های اکسیداسیون یافت می‌شود؛ از ۲- تا ۶، هرچند که اکسایش ۲ و ۳ متداول‌ترین هستند. سرچشمهٔ عنصری آهن در شهاب‌سنگها و سایر محیط‌های کم اکسیژن است، اما نسبت به اکسیژن و آب دارای واکنش‌است. سطح آهن تازه سطحی نقره‌ای-خاکستری درخشان به نظر می‌رسد، اما در هوای عادی اکسیده می‌شود تا به صورت اکسید آهن هیدرات شده درآید، که معمولاً به عنوان زنگ شناخته می‌شود. برخلاف دیگر فلزات که لایه‌های اکسید سطح، درون قطعه فلز را (در برابر زنگ‌زدگی) رویینه می‌سازند، لایهٔ اکسید آهن، با ادامهٔ نفوذ حجم بیشتری از فلز، و در نتیجه پوسته پوسته شدن و سوا شدن، سطح تازه‌ای را در معرض خوردگی قرار می‌دهد.

## تاریخچه
نخستین بار آهن شکل گرفته که توسط بشر در دورهٔ پیش از تاریخ مصرف شد از شهاب سنگ‌ها آمده بود. ذوب آهن در کوره‌ها در هزارهٔ دوم پیش از میلاد شروع شد، آثار مکشوفه از آهن ذوب شده از ۱۲۰۰–۱۸۰۰ پیش از میلاد در هند و در مشرق از حدود ۱۵۰۰ سال پیش از میلاد به‌دست آمد (که گمان می‌رود ناشی از ذوب آهن در آناتولی یا قفقاز بوده‌است).
چدن برای اولین بار در حدود ۵۵۰ سال پیش از میلاد در چین تولید شد اما در اروپا تا سال‌های قرون وسطا تولید نشد، در طول دوران قرون وسطا ابزاری در اروپا کشف شد که از آهن شکل یافته از چدن (pig Iron) با استفاده از ریخته‌گری زیور آلات تولید شده بودند، برای تمام این فرایندها از زغال چوب به عنوان سوخت استفاده شد.
فولاد (که با کربن کمتر از pig Iron است اما آهن شکل یافته بیشتری دارد) اولین بار در دوران باستان تولید شد. روش‌های تازهٔ تولید آن به وسیلهٔ میله‌های کربنیزه کردن آهن در فرایند سیمانی کردن در قرن هفدهم بعد از میلاد ابداع شد. در انقلاب صنعتی روش‌های جدید تولید آهن بدون زغال چوب ابداع شد و این روش‌ها بعداً در تولید فولاد مورد استفاده قرار گرفتند. در اواخر دههٔ ۱۸۵۰، هنری بسمر فرایند جدیدی برای ساخت فولاد اختراع کرد که شامل دمیدن هوا از روی چدن مذاب برای تولید فولاد نرم بود. این فرایند و دیگر فرایندهای ابداع شده در قرن ۱۹ و بعد از آن منجر به آن شد که دیگر آهن شکل‌یافته تولید نشود.
نام آهن که در پهلوی آسن نیز آمده باید از سنگ گرفته شده باشد ایرانیان در شاهنامه آهنگری را از دوره بسیار کهنی می‌دانستند و کاوه آهنگر نماد پایداری و کارگری و جنبش است واژه‌های ریم آهن نرماهن و روهینا و ده‌ها نام دیگر برای نمونه‌های آهن نشان از کهنی این فلز نزد ایرانیان است.

## ویژگی‌ها
آهن دارای سطح صاف و نقره‌ای براق مایل به رنگ خاکستری‌ست اما وقتی در هوا با اکسیژن ترکیب می‌شود به رنگ قرمز یا قهوه‌ای در می‌آید که به آن‌ها اکسید دارای ترکیبات آهن یا زنگ گفته می‌شود. کریستال‌های خالص آهن نرمه (نرم‌تر از آلومینیوم) و با اضافه کردن مقدار کمی ناخالصی مانند کربن مقدار قابل توجهی تقویت می‌شود. مقادیر مناسب و کمی (تا چند درصد) از فلزات دیگر و کربن، تولید فولاد می‌کند که می‌تواند ۱۰۰۰ بار سخت‌تر از آهن خالص باشد.
Fe۵۶ سنگین‌ترین ایزوتوپ پایدار (تولید شده توسط فرایند آلفا در نکلئوسنتز استلار) است که با عناصر سنگین‌تر از آهن و نیکل برای تشکیلشان به سوپر نوا احتیاج دارند. آهن فراوان‌ترین عنصر در غول‌های قرمز است، و فراوان‌ترین فلز در شهاب‌سنگ‌ها و در هستهٔ فلزی متراکم در سیاراتی مثل زمین است.

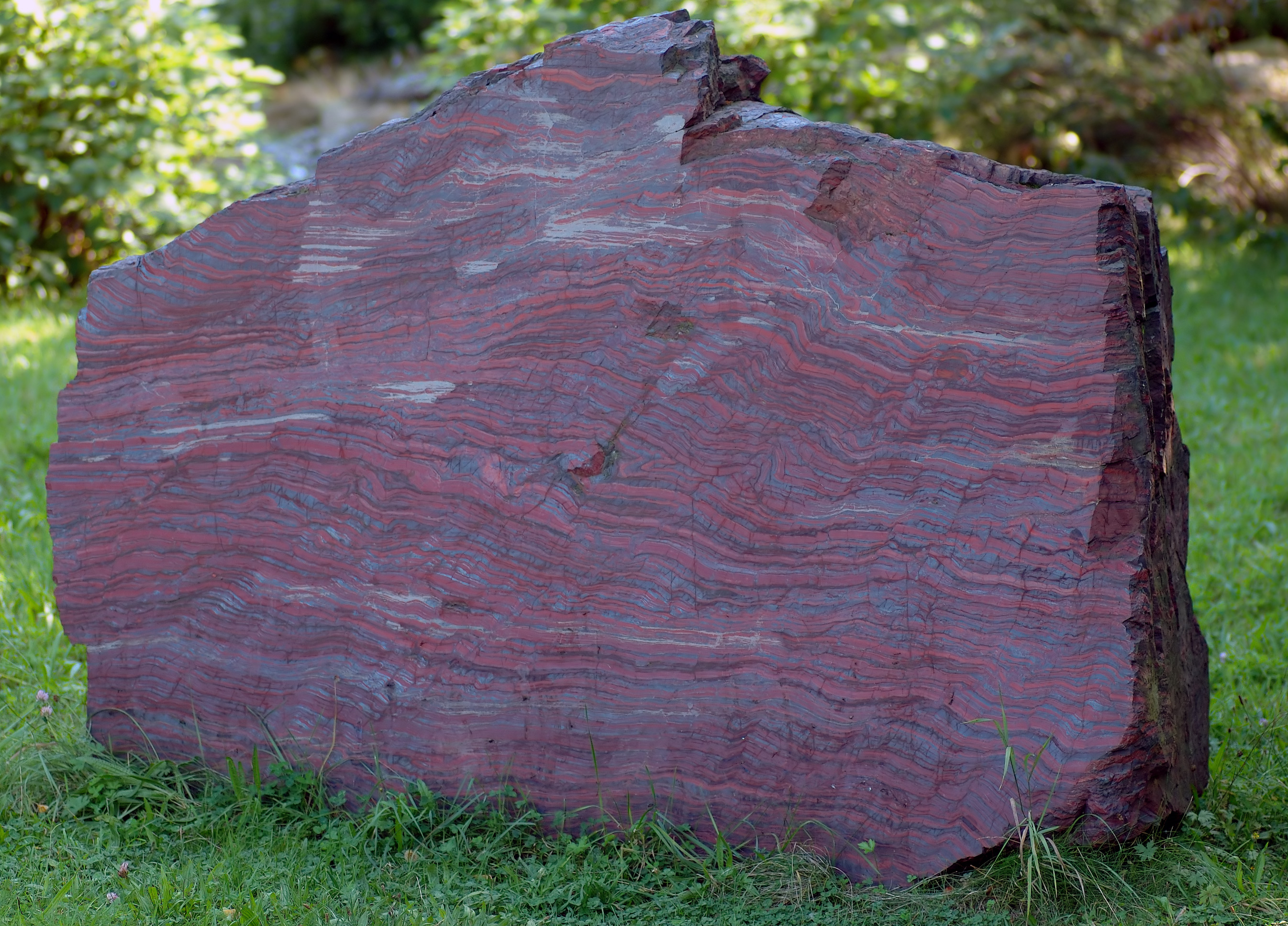
این تخته سنگ ۲۱۰۰ میلیون ساله که از سنگ رسوبی سیاه و رگه‌های آهن درست شده از سنگ‌های معادن آمریکای شمالی است و در موزهُ ملی زمین‌شناسی و معدن شهر درسدن آلمان نگهداری می‌شود. وزن این سنگ با ابعاد ۳×۲×۱ متر ۸٫۵ تن است.

آهن خالص فلز است، اما به ندرت در این شکل روی سطح زمین یافت می‌شود زیرا در حضور اکسیژن و رطوبت به آسانی اکسیده می‌شود. به منظور به دست آوردن فلز آهن، اکسیژن باید از سنگ معدن‌های طبیعی توسط کاهش شیمیایی حذف شود – به‌طور عمده از سنگ آهن از سنگ Fe2O3 توسط کربن در درجه حرارت بالاست. خواص آهن را می‌توان با تولید آلیاژهایی از آن با استفاده از فلزات متنوع گوناگون (و بعضی غیر فلزها به ویژه کربن و سیلیکون) اصلاح نمود و فولادها را ایجاد کرد. هستهٔ اتم‌های آهن تقریباً دارای بالاترین انرژی‌های اتصال در هر نکلئون است و تنها ایزوتوپ Ni-62 دارای انرژی بیشتر از آن است.
هرچند فراوان‌ترین نوکلید پایدار همان Fe-56 است، این آهن از طریق همجوشی هسته‌ای در ستاره‌های شکل گرفته‌است و اگرچه اندکی انرژی کمتر نیز از طریق سنتز کردن نیکل ۶۲ نیز استخراج می‌گردد. شرایط در ستارگان برای ایجاد این فرایند مناسب نیست. توزیع عنصر آهن بر روی زمین بسیار بیشتر از نیکل است و احتمالاً در تولید عنصر از طریق سوپر نوا نیز همین‌طور است.
آهن (آهن Fe+۲، یون فروس) عنصر ردیابی لازمی‌ست که تقریباً تمام موجودات زنده از آن استفاده می‌کنند. تنها استثناهای این موضوع چندین موجود زنده‌ای هستند که در محیط‌های فقیر از نظر آهن زندگی می‌کنند و به گونه‌ای تکامل یافته‌اند که عناصر گوناگونی را در فرایندهای متابولیکشان مورد استفاده قرار دهند مثل منگنز به جای آهن برای تجزیه یا هموسیانین به جای هموگلوبین. آنزیمهای حاوی آهن معمولاً دارای گروه‌های هموپروستاتیک هستند که در تجزیهٔ واکنش‌های اکسیداسیون در زیست‌شناسی و در انتقال تعدادی از گازهای حل شدنی شرکت می‌کنند.

## خواص مکانیکی
خواص مکانیکی و آلیاژهای آن با استفاده از آزمون‌های گوناگون مانند آزمون برینل و راکول یا آزمایش‌های مقاومت کششی ارزیابی می‌شود، نتایج این قسمت‌ها به گونه‌ای با یکدیگر سازگارند که قسمت‌های آهن اغلب برای مرتبط نمودن نتایج یک تست با تست دیگر به کار می‌رود.
اندازه‌گیری‌ها نشان می‌دهد که خواص مکانیکی آهن عمدتاً بستگی به خلوص دارد به گونه‌ای که خالص‌ترین کریستال‌های تک آهن که برای مقاصد تحقیقاتی تولید شده‌اند از آلومینیوم نرم ترند، افزودن تنها ۱۰ قسمت در میلیون کربن مقاومتش را دو برابر می‌کند. سختی نیز به سرعت با افزایش مقدار کربن تا ۰٫۲٪ و اشباع شده تقریباً در ۰٫۶٪ به سرعت افزایش می‌یابد. خالص‌ترین آهن تولید شدهٔ صنعتی (تقریباً ۹۹٫۹۹٪ خلوص) دارای سختی ۲۰–۳۰ برینل است.

## شکل مختلف

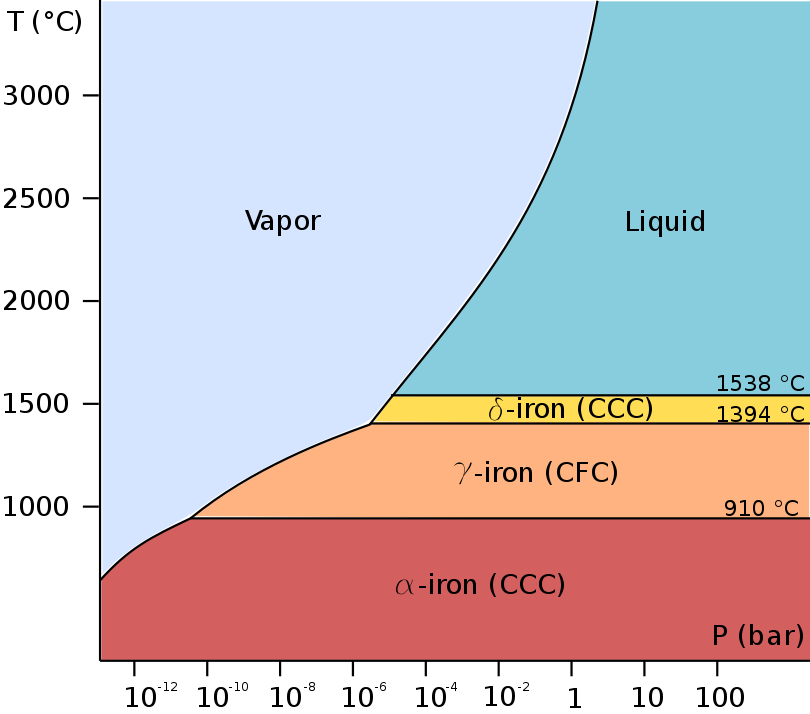
نمودار فازی فشار-کم آهن خالص

آهن شاید بهترین مثال شناخته شده از دگروارگی در یک فلز باشد، سه فرم چند شکلی از آهن وجود دارد که به نام‌های α، ϒ و δ شناخته می‌شود.
همان‌طور که آهن ذوب شده سرد می‌شود در دمای ۱۵۳۸ درجهٔ سلسیوس به آلوتروپ δ کریستالیزه می‌شود که دارای یک ساختمان کریستالی مکعبی مرکزی‌ست، همان‌طور که بیشتر سرد می‌شود ساختمان بلوری یا کریستالی در دمای ۱۳۹۴ درجهٔ سلسیوس به شکل مکعبی وجه مرکزی تغییر می‌یابد که به نام آهن ϒ یا استنیت شناخته می‌شود، در دمای ۹۱۲ درجهٔ سلسیوس ساختمان بلوری یا کریستالی دوباره مکعبی بدنه مرکزی یا آهن α یا فریت می‌شود و در ۷۷۰ درجهٔ سلسیوس (نقطهٔ کوری، TC) آهن مغناطیسی می‌شود، هنگامی که آهن از دمای کوری عبور می‌کند تغییری در ساختمان کریستالی وجود ندارد اما در ساختمان حوزه تغییری رخ می‌دهد (هر حوزه شامل اتم‌های آهن با یک اسپین الکترونیک خاص است). در آهن غیر مغناطیسی شده همهٔ اسپین‌های الکترونیک اتم هادر یک حوزه در یک جهت قرار دارند هرچند در حوزهٔ مجاور آن‌ها جهات متفاوت هستند و گوناگونی دارد و لذا یکدیگر را خنثی می‌کنند، در آهن مغناطیسی اسپین‌های الکترونیک همهٔ حوزه‌ها هم جهت شده‌اند لذا اثرات مغناطیسی حوزه‌های مجاور همدیگر را تقویت می‌کنند اگر چه هر حوزه، شامل بیلیون‌ها اتم است ولی آن‌ها خیلی کوچک و در حدود ۱۰ میکرون هستند. آهن وقتی با بعضی فلزات خاص دیگر و کربن مخلوط می‌شود تا فولاد را ایجاد نماید دارای بیشترین اهمیت خواهد بود، انواع مختلفی از فولاد وجود دارد که درای خواص متفاوتی هستند و درک خواص آلوتروپ‌های آهن کلید ساخت فولادهایی با کیفیت خوب است.
آهن α یا همان فریت پایدارترین شکل آهن در دمای اتاق است. این آهن فلز نسبتاً نرمی‌ست که دارای مقدار کمی کرین (نه بیش از ۰/۰۲۱٪ از جرم در ۹۱۰ درجهٔ سلسیوس) است.
در دماهای بالای ۹۱۲ درجهٔ سلسیوس و تا ۱۴۰۰ درجهٔ سلسیوس آهن α یک انتقال فاز از حالت مکعب بدن مرکزی به حالت مکعب وجه مرکزی یعنی آهن ϒ را که استانیت نیز نامیده می‌شود تجربه می‌کند. این آهن نیز نرم است اما می‌تواند مقدار بسیار بیشتری کربن (به میزان ۲/۴٪ جرمی در دمای ۱۱۴۶ درجهٔ سلسیوس) داشته باشد، این شکل آهن در فولاد ضدزنگ که برای ساختن کارد و چنگال، تجهیزات بیمارستان‌ها و صنایع غذایی به کار می‌رود استفاده می‌شود.

### ورق سیاه
محصولات فولادی به طور معمول به دو روش نورد سرد و نورد گرم تولید می‌شوند. در نورد سرد شکل‌دهی مقطع فولادی در دمای پایین انجام می‌شود اما در نورد گرم، شمش در دمای 930 درجه سانتیگراد حرارت می‌بیند که این فرایند موجب تیرگی و کدر و مات شدن رنگ محصول می‌شود به همین جهت به ورق تولیدشده با نورد گرم، ورق سیاه(Hot Rolled Sheet) گفته می‌شود. این محصول به ورق آهن نیز شناخته می‌شود و به دلیل تولید شدن به روش نورد گرم، در بازار به ورق گرم نیز معروف است.

## پیدایش
آهن ششمین عنصر از لحاظ فراوانی در جهان است که در آخرین کنش نکلئوسنتز در ستاره‌های بزرگ از طریق سیلیکون فیوزینگ ایجاد می‌شود در حالی که آهن حدود ۵٪ از پوستهٔ زمین را تشکیل می‌دهد، اعتقاد بر این است که هستهٔ زمین در حد زیادی از یک آلیاژ آهن-نیکل تشکیل شده‌است که ۳۵٪ جرم کل زمین را تشکیل می‌دهد، بنابراین آهن فراوانترین عنصر روی زمین است ولی در پوستهٔ زمین چهارمین عنصر از لحاظ فراوانی است. بیشتر آهن پوسته به شکل ترکیبی با اکسیژن به صورت سنگ‌های معدنی اکسید آهن مثل هماتیت و مگنتیت یافت می‌شود.
حدود یکی از بیست شهاب سنگ تنها از مواد معدنی آهن-نیکل تائنیت (۳۵–۸۰٪ آهن) و کاماسیت (۹۰–۹۵٪ آهن) تشکیل شده‌اند. اگر چه تعداد اندکی از شهاب سنگ‌های آهنی بیشترین شکل آهن فلزی طبیعی در سطح زمین هستند.
تصور بر این است که رنگ قرمز سطح مریخ ناشی از رگولیت غنی اکسید آهن است.

## ایزوتوپ‌ها
آهن به‌طور طبیعی متشکل از ۴ ایزوتوپ: ۵/۸۴۸٪ رادیواکتیو Fe۵۴ (نیمه عمر بزرگتر از ۳/۱ × ۲۲ ۱۰سال)، ۹۱/۷۵۴٪ Fe56 پایدار، ۲/۱۱۹٪ از Fe57پایدار و ۰/۲۸۲٪ از Fe58 پایدار است. Fe60 یک رادیونیوکلاید منقرض شده با نیمه عمر طولانی (۱/۵ میلیون سال) است.
بیشتر کارهای قبلی در اندازه‌گیری ترکیب ایزوتوپیک Fe بر تعیین انواع Fe۶۰ تولید شده از فرایندهای همراه با نکلئو سنتز (یعنی مطالعات شهاب سنگ) و تشکیل سنگ معدن متمرکز شده‌است. هرچند در دههٔ اخیر پیشرفت تکنولوژی طیف‌سنجی جرمی اجازهٔ تشخیص و ارزیابی تغییرات طبیعی در نسبت‌های ایزوتوپ‌های پایدار آهن را داده‌است. بیشتر این کار به وسیلهٔ انجمن‌های علوم زمین و سیاره‌ای انجام شده‌است، هرچند کاربردهای آن در سیستم‌های بیولوژیک و صنعتی در حال آغاز شدن است.
فراوان‌ترین ایزوتوپ آهن Fe56 مورد توجه ویژهٔ دانشمندان هسته‌ای است. تصور غلط رایج این است که این ایزوتوپ پایدارترین هسته ممکن است و لذا انجام شکافت یا همجوشی در Fe56 و آزادسازی انرژی از آن غیرممکن است این مطلب درست نیست، چرا که هم Ni62 و هم Fe58 پایدار ترند و پایدارترین هسته هستند. هرچند چون نیکل Ni56 در واکنش‌های هسته‌ای سوپر نوا در فرایند α از هسته‌های سبک‌تر به گونه‌ای بسیار آسانتر تولید می‌شود، نیکل ۵۶ (ذرات آلفای ۱۴) آخرین نقطهٔ زنجیرهٔ همجوشی در ستارههای بسیار عظیم است، و از آنجا که افزودن یک آلفای دیگر روی-۶۰ را تولید می‌کند که نیاز به مقدار بسیار بیشتری انرژی دارد. این نیکل ۵۶، که دارای نیمه عمر حدود ۶ سال است به مقدار زیاد در این ستاره‌ها ساخته می‌شود اما به زودی توسط دو انتشار پزیترون پی در پی در درون محصولات تأخیری سوپر نوا در ابر گاز باقی‌مانده از سوپر نوا به اولین رادیو اکتیو کبالت ۵۶، و سپس آهن ۵۶ پایدار متلاشی می‌شود. این هستهٔ اخیر بنابراین در همه جای دنیا در مقایسه با دیگر فلزات پایدار با وزن اتمی تقریباً مشابه دارای فراوانی بیشتریست.
در فازهای شهاب سنگ‌های سمارکونا و چرونیکات ارتباطی بین غلظت Na60، محصول دختر Fe60، و فراوانی ایزوتوپ‌های آهن پایدار قابل مشاهده بود که نشان از وجود Fe60 در زمان تشکیل منظومهٔ شمسی دارد. احتمالاً انرژی رها شده از فروپاشی آهن ۶۰ همراه با انرژی رها شده از فروپاشی رادیونیکلاید Al۲۶ در ذوب دوباره و افتراق سیارات بعد از تشکیل آن‌ها در ۴/۶ بیلیون سال پیش مشارکت داشته‌است. فراوانی Na60 موجود در مواد فرا زمینی نیز ممکن است اطلاعات بیشتری نسبت به منشأ منظومهٔ شمسی و تاریخ
ابتدایی آن ارائه دهد. از میان ایزوتوپ‌های پایدار، تنها Fe۵۷ یک اسپین هسته‌ای (-۱/۲) دارد.

## ترکیبات

### ترکیبات معدنی

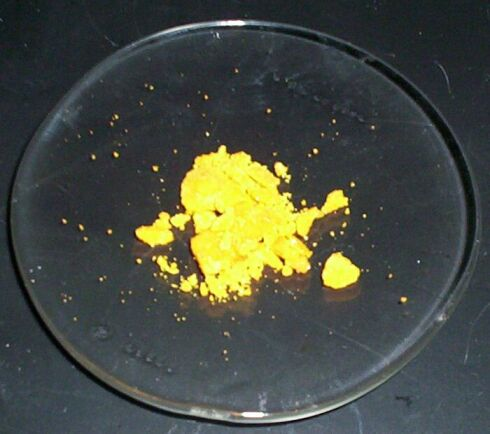
آهن(III) کلرید آبپوشیده که به فریک کلرید نیز معروف است.

آهن ترکیباتی را ایجاد می‌کند که عمدتاً در حالت‌های اکسیداسیون +۲ و +۳ هستند. به‌طور سنتی، ترکیبات آهن II فروس نامیده می‌شوند و ترکیبات آهن (III) فریک نامیده می‌شود. ترکیبات زیادی در هر یک از حالات اکسیداسیون وجود دارد که مثال‌هایی از آن شامل سولفات آهن (II) (FeSo4) و کلرید آهن (III) (FeCl3) است.
همچنین مثال‌های بیشماری از ترکیباتی که شامل اتم‌های آهن در هر دوی این حالات اکسیداسیون وجود دارد مانند مگنتیک و آبی پروسی. آنیون منفی فریت [Fe ۲۴] شامل یک مرکز آهن، (Vi)بالاترین حالت اکسیداسیون شناخته شدهٔ آن است و مثلاً در فریت پتاسیم (کا دو اف ای اُ ۴) وجود دارد. ترکیبات آلی بی‌شماری (مثل پنتا کربنیل آهن) وجود دارند که دارای آهن زیرو ولنت (یا کمتر) هستند.

### ترکیبات آلی

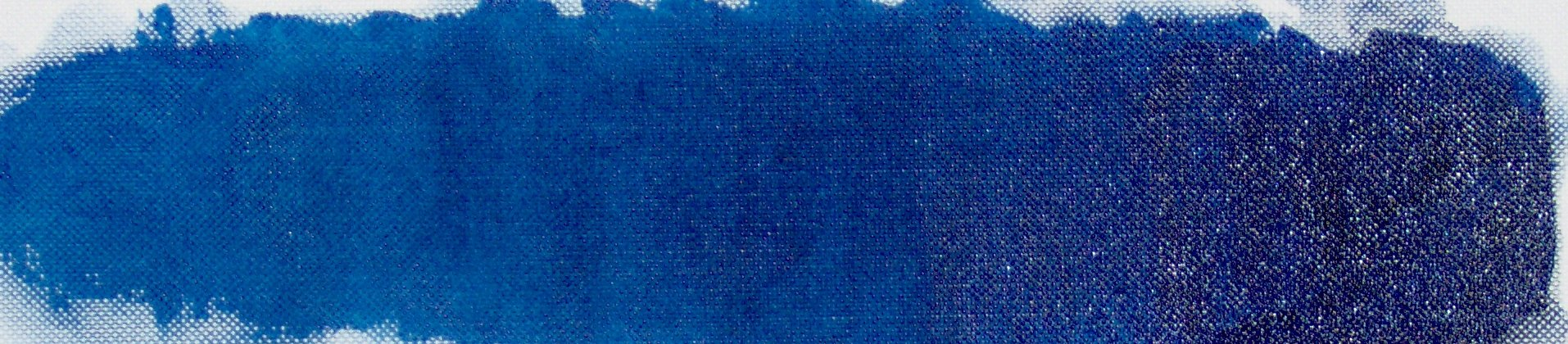
نیل فرنگی

## تولید آهن فلزی

### روش‌های آزمایشگاهی

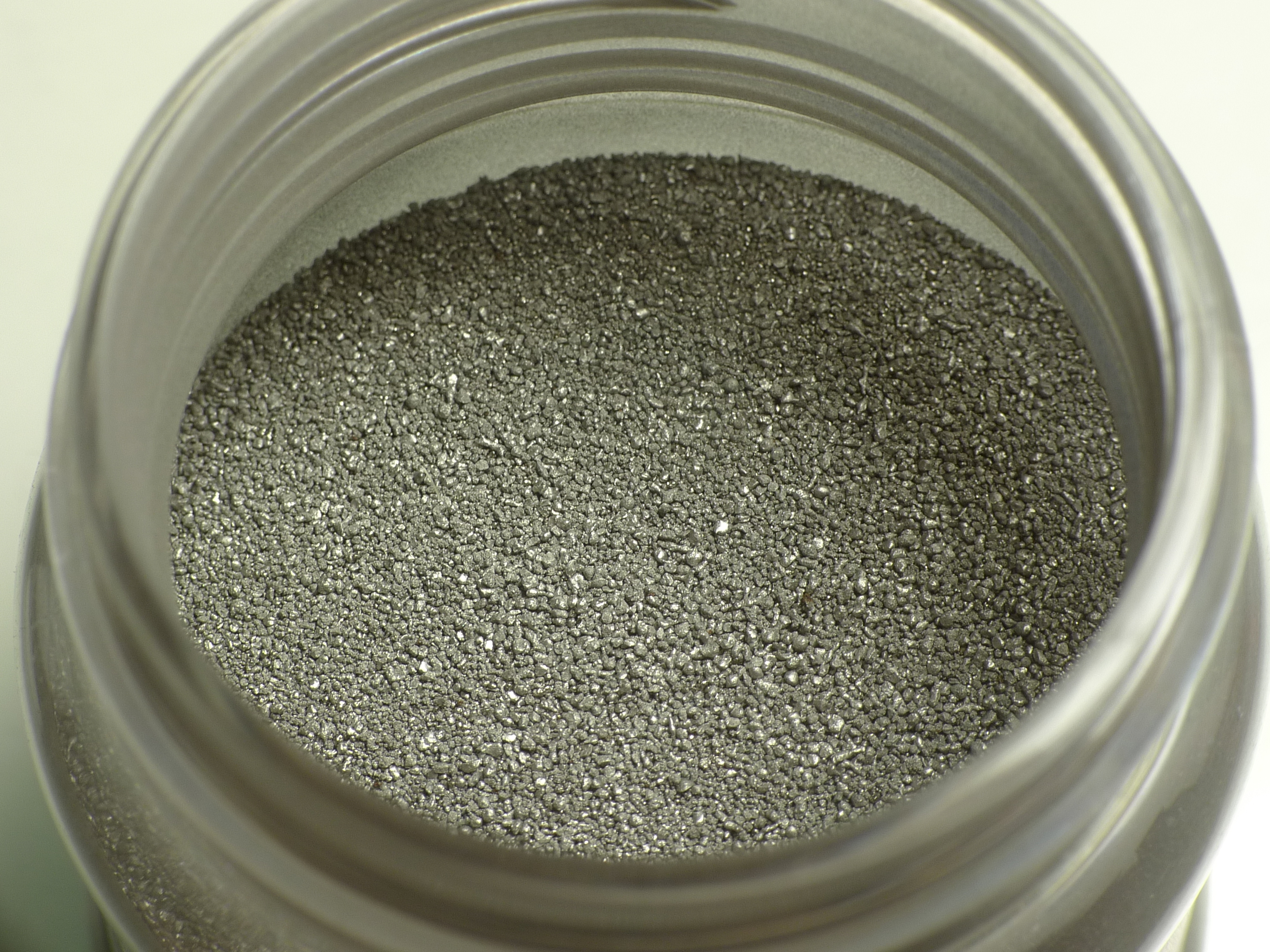
پودر آهن

در برخی کاربردهای خاص که به آهن خالص نیاز است می‌توان آن را در آزمایشگاه در مقادیر کم از طریق کاهش اکسید خالص یا هیدروکسید آن با هیدروژن تولید کرد، یا می‌توان پنتاکربونیل آهن را تا ۲۵۰ درجه سلسیوس گرم کرد تا تجزیه شده و آهن خالص پودری ایجاد گردد. روش دیگر الکترولیز کلرید آهن بر روی کاتد آهنی است.

### روش‌های صنعتی اصلی
امروزه، تولید صنعتی آهن یا فولاد از دو مرحله اصلی تشکیل شده‌است. در مرحله اول، سنگ آهن با کک در کوره بلند کاهش یافته و فلز مذاب از ناخالصی‌هایی مانند کانی‌های سیلیکات جدا می‌شود. در این مرحله آلیاژی تولید می‌شود - آهن خام - که حاوی مقادیر نسبتاً زیادی کربن است. در مرحله دوم، توسط فرایند اکسایش مقدار کربن موجود در آهن خام کاهش می‌یابد تا آهن فرفورژه، فولاد یا چدن تولید شود. در این مرحله می‌توان سایر فلزات را برای ساخت آلیاژهای فولادی به آن اضافه کرد.

## کانی‌ها
آهن در اغلب رس‌ها، ماسه‌سنگ‌ها و گرانیت‌ها وجود دارد. در میان کانی‌های مهم آن می‌توان از هماتیت، مگنتیت، لیمونیت و گوتیت را نام برد.

## نقش زیست‌شناختی
آهن یکی از عناصر ضروری و مورد نیاز بدن است و وظایف مهمی را بر عهده دارد که عبارت‌اند از:
1. انتقال اکسیژن در گلبول‌های قرمز
2. تولید هموگلوبین خون
3. مقاومت در برابر استرس و ناخوشی
4. عملکرد صحیح آنزیمها
5. تقویت سیستم ایمنی

### نقش آهن در بدن
آهن به گلبول های قرمز خون کمک می کند تا اکسیژن را از ریه ها به سلول های سراسر بدن منتقل کنند. آهن در بسیاری از عملکردهای مهم بدن نیز نقش دارد. آهن علاوه بر پیشگیری و درمان انواع کم خونی، برای نارسایی قلبی، مهارت‌های حافظه و تفکر، رشد کودک، خستگی، ADHD و بسیاری از شرایط دیگر هم استفاده می‌شود.

### جذب آهن
گوشت مرغ و ماهی و گوشت قرمز خصوصاً ویتامین ث، به جذب آهن کمک فوق‌العاده‌ای می‌کنند. همچنین چای و قهوه نیز مانع از جذب آهن می‌شوند.

### فهرست مواد غذایی بر پایه اندازه آهن
| نام ماده غذایی            | میلی‌گرم (mg) در ۱۰۰ گرم |
| ------------------------- | ----------------------- |
| آویشن خشک                 | ۱۲۳٫۶                   |
| مرزنگوش خشک               | ۸۲٫۷۱                   |
| زردچوبه آسیاب شده         | ۵۵                      |
| برگ بو                    | ۴۳                      |
| مرزه آسیاب شده            | ۳۷٫۸۸                   |
| دانه انیسون (بادیان رومی) | ۳۶٫۹۶                   |
| ترخون خشک‌شده              | ۳۲٫۳۰                   |
| زنجبیل آسیاب شده          | ۱۹٫۸۰                   |
| پودر کاری                 | ۱۹٫۱۰                   |
| دانه زیره                 | ۱۶٫۲۳                   |
| دانه و آرد کنجد کم-چرب    | ۱۴٫۲۲                   |
| جوز هندی آسیاب شده        | ۱۳٫۹۰                   |

برخلاف تصور عامه مردم که اسفناج را یک گیاه با میزان آهن زیاد می‌دانند، این سبزی فقط دارای ۲/۷۱ میلی‌گرم آهن در ۱۰۰ گرم اسفناج خام است. به رغم باور همگان، اسفناج منبع فوق‌العاده خوب آهن نیست، زیرا میزان اسید اکسالات آن، بدن را از جذب مواد معدنی بازمی‌دارد.

## آهن در گیاهان
عنصر آهن یکی از ریز مغذی‌های ضروری برای ادامه حیات گیاهان است، به‌طوری که اگر آهن به مقدار کافی در اختیار گیاه قرار نگیرد، گیاه دچار بیماری فقر آهن یا همان زردبرگی می‌شود که در این حالت چرخه فتوسنتز دچار اختلال شده و با کاهش جدی رشد و باردهی محصول مواجه خواهد شد. ماده غذایی آهن، یکی از عناصر غذایی کم مصرف است که وجود آن به اندازه کافی برای رشد گیاهان زراعی و باغی لازم است و در تشکیل سبزینه گیاهان نقش ارزنده ای دارد. آهن گرچه در ساختار کلروفیل وجود ندارد ولی در سنتز آن نقش مهمی دارد. این عنصر به شکل مختلف کانی در خاک وجود دارد.

### علائم ظاهری کمبود آهن در گیاهان
اگر گیاهی نسبت به جذب آهن به مقدار کافی قادر نباشد ساخت سبزینه (کلروفیل) در برگ کاهش می‌یابد و برگ‌ها رنگ پریده خواهند شد. به این نحو که ابتدا این پدیده در فاصله بین رگبرگ‌ها رخ داده، سپس با شدت یافتن کمبود، به جز رگبرگ‌ها، تمام سطح برگ زرد می‌شود. چون آهن در گیاه پویا نیست این علائم ابتدا در برگ‌های جوان و در قسمت بالای ساقه مشاهده شده و با شدت یافتن کمبود تمامی گیاه را در بر می‌گیرد. باید توجه داشت که تنها کمبود آهن منجر به زردی برگ نمی‌شود، کمبود ازت، گوگرد، منیزیم و برخی عناصر دیگر می‌توانند این مشکل را ایجاد کنند.
کمبود آهن همراه با عوامل زیر تشدید می‌گردد:
- خاک‌های با PH بالا (قلیایی)[۲۳]
- خاک‌های آهکی
- مقدار زیاد مس
- خاک‌هایی با زهکشی ضعیف

## آلوتروپ‌های آهن
- آهن آلفا (آهن بتا را نیز ببینید)
- آهن گاما
- آهن دلتا
- آهن اپسیلون